# Кассан, Луи Пьер Жан Афродиз
Луи Пьер Жан Афродиз Кассан (23 апреля 1771, Лезиньян-Корбьер, департамент Од — 20 января 1852, там же) был французским генералом времён революционных и Наполеоновских войн.

## Биография

### От капитана до шеф де бригад
Поступил на службу 2 октября 1791 года в звании капитана во 2-й добровольческий батальон Ода. 25 сентября 1793 года был зачислен в полубригаду 147-го линейного пехотного полка. С 1792 по 1795 год участвовал в боях в составе Альпийской армии, Армии Вара и Пиренейской армии. Особенно ярко он проявил себя в битве при Булу и в штабе форта Сен-Эльм. 5 января 1796 года в составе 39-й полубригады он присоединился к Итальянской армии и участвовал в итальянской кампании 1796—1797 годов. Участвовал 14 апреля 1796 года при взятии замка Коссерия, 15-го в битве при Миллезимо, 16-го при взятии укреплённого лагеря Сева (Ceva), 10 мая в битве под Лоди, при форсировании реки Минчо, 5 августа 1796 года в битве при Кастильоне и, наконец, в битве при Бассано 8 сентября 1796 года, где он заслужил звание командира батальона, присвоенного ему Бонапартом прямо на поле битвы.
В 1798 году он служил в Английской армии Франции и участвовал в нападении на острова Сен-Маркуф 7 мая 1798 года. В 1799 году, находясь в Рейнской армии под командованием Моро, он воевал при Мескирхе, Биберахе и Гогенлиндене. 30 декабря 1802 года он был назначен шеф де бригад полубригады 110-го пехотного полка. 30 мая 1803 года он вступил в должность командира полубригады 20-го пехотного полка. 11 декабря 1803 года он был произведён в кавалеры Ордена Почётного легиона, а 14 июня 1804 года стал офицером этого ордена.

### Империя и монархия
Вернувшись в Итальянскую армию между 1805 и 1806 годами в качестве командира бригады сначала 110-го, а затем 20-го линейного пехотного полка, он принимал участие в нападении на Верону и битве при Кальдьеро. С 1806 по 1810 год служил в Армии Неаполя. 15 августа 1810 года получил титул бароном Империи. 6 августа 1811 года был произведён в бригадные генералы и присоединился к Испанской армии в следующем году. В июне 1813 года он был губернатором Памплоны. Находясь в осаде, он возглавил героическое сопротивление, но 31 декабря 1813 года ему пришлось капитулировать, и он был взят в плен.
После освобождения 9 июня 1814 года король Людовик XVIII сделал его кавалером Ордена Святого Людовика 29 июля 1814 года, а 27 декабря 1814 года — командором Почетного легиона. 30 декабря 1814 года он был назначен инспектором 20-го пехотного полка. Во время Ста дней он примкнул к Наполеону и управлял департаментом Воклюз. После реставрации Бурбонов он был отправлен в запас согласно решению от 16 июля 1815 года. Вошёл в состав Генерального штаба армии 30 декабря 1818, а 1 января 1825 года ушёл в отставку. После революции 1830 года Луи-Филипп I вернул его на действительную службу указом от 15 ноября. Затем он командовал временным подразделением в Алжире, прежде чем 4 августа 1833 года окончательно ушёл на пенсию.
Умер 20 января 1852 года в Лезиньян-Корбьере.